# Robert John Lechmere Guppy
Robert John Lechmere Guppy (* 15. August 1836 in London; † 5. August 1916 in San Fernando, Trinidad) war ein britischer Naturwissenschaftler, nach dem der Guppy benannt wurde.

## Leben
Robert Guppy war eines von vier Kindern des Rechtsanwalts Robert Guppy und der Malerin und (einer der ersten) Fotografin Amelia Parkinson. „Lechmere“, wie er genannt wurde, wurde von seinen Großeltern Richard Parkinson und Lucy Lechmere in Kinnersley Kaschdel, einer normannischen Burg aus dem 13. Jahrhundert in Hereford, aufgezogen.
Mit 18 Jahren verließ Guppy England. 1856 erlitt er vor der Küste Neuseelands Schiffbruch und lebte zwei Jahre lang bei Māori. Während dieser Zeit kartographierte er das Gebiet. Danach verließ er Neuseeland wieder und reiste nach Trinidad, wo seine Eltern lebten. Dort heiratete er Alice Rostant, die Tochter eines einheimischen französisch-kreolischen Pflanzers, und wurde Trinidads erster Schuldirektor. Obwohl er keine formelle Ausbildung auf diesem Gebiet hatte, veröffentlichte er zahlreiche wissenschaftliche Artikel über Mollusken und karibische Fossilien.

## Der Fisch mit dem NamenGuppy
1866 fing Guppy einige Fische, die er noch nie zuvor gesehen hatte. Weil ihm diese Tiere so interessant erschienen, schickte er sie dem Leiter der Zoologischen Abteilung des Britischen Museums, Albert Carl Ludwig Gotthilf Günther (1830–1914). Dieser untersuchte die Tiere und stellte fest, dass es sich um eine neue Art handeln würde, die er zu Ehren von Guppy „Girardinus guppyi“ nannte. Später entdeckte man jedoch, dass diese Art bereits 1856 von Wilhelm Peters (1815–1883) gefunden und 1859 unter dem Namen Poecilia reticulata beschrieben wurde. Trotzdem setzte sich „Guppy“ als Trivialname für diese Art durch.